# Manga
A manga (漫画) a képregény japán nyelvű általános elnevezése, Japánon kívül a japán mangák jellemző stílusában készített képregényekre használják, szűkebben csak a Japánban készültekre. Alkotóit mangakáknak hívják.
A klasszikus japán ukijoe festészet és a nyugati művészeti hatások találkozásából fokozatosan jött létre, míg mostani jellege kialakult, s a köztudatban – főképp Japán határain kívül – összeforrt a japán popkultúrával.

## Elnevezés eredete
A kifejezés jelentése szó szerinti fordításban "véletlenszerű képek" vagy "vázlat", de mostanra a szótárakban is csak képregény címszóval van feltüntetve.[forrás?] A szó két kandzsiból, vagyis kínai eredetű japán írásjegyből tevődik össze ilyeténképpen: 漫画, hiragana átirata まん(man)が(ga), katakana írásrendszerben pedig マンガ. Az első írásjegy önálló jelentéssel szövegösszetételben nem bír, összetételben viszont lehet: "nem szándékos"," véletlen", "romlott". A második jel rendelkezik önálló olvasattal, amely képet jelent, s egyszerűen え "e" a beszélt nyelvben. Érdekességképpen megemlíthető, hogy egyik elődje elnevezésében, az ukijo-e olvasatában is megfigyelhető az "-e" végződés, jelentése majdhogynem teljesen egyezik, viszont egy egész másmilyen kandzsival írják: 浮(uki)世(jo)絵(e).

## Története

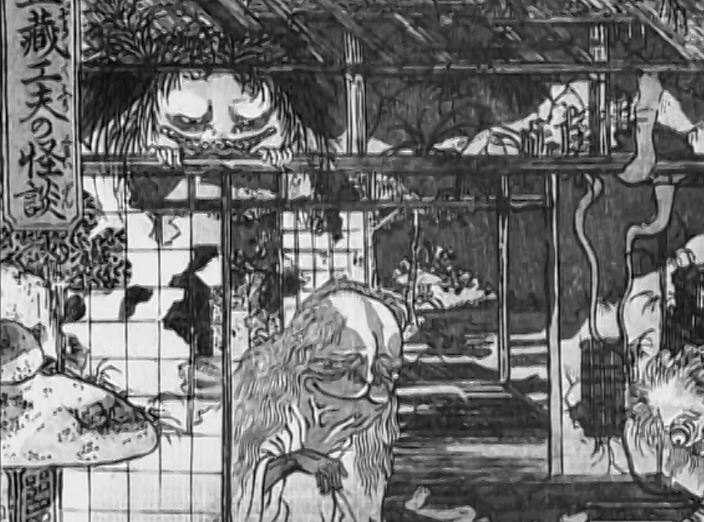
XIX. sz-i fakocka illusztráció

Az első mangára emlékeztető művészi megoldások igen messzire, a 12. századra vezethetők vissza. A fametszetek nagy fokú népszerűsödésével aztán a 18-19. század folyamán kialakult stílus bizonyos szembeötlő jegyei öröklődtek tovább, hogy a nagy változások korának Japánjában kialakuljanak az irányadó elvek a képregényekkel kapcsolatban, s elterjedhessenek, mint népszerű árucikk. A manga kifejezés ellenben nem a második világháború után keletkezett, hanem az Edo-kori Japán (az 1800-as évek egy olyan kora Japánban, amikor a fametszetek igazi reneszánszukat élték) egyik nagy ukijo-e festőművészének, Kacusika Hokuszainak köszönhetően került először köznapi használatba, az úgynevezett, és széles körben elismert 'Hokuszai manga' stílusmegjelölésű alkotások nyomán.

## Formai sajátosságai

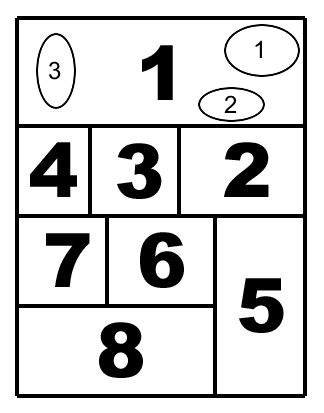
Olvasás iránya egy hagyományos mangában

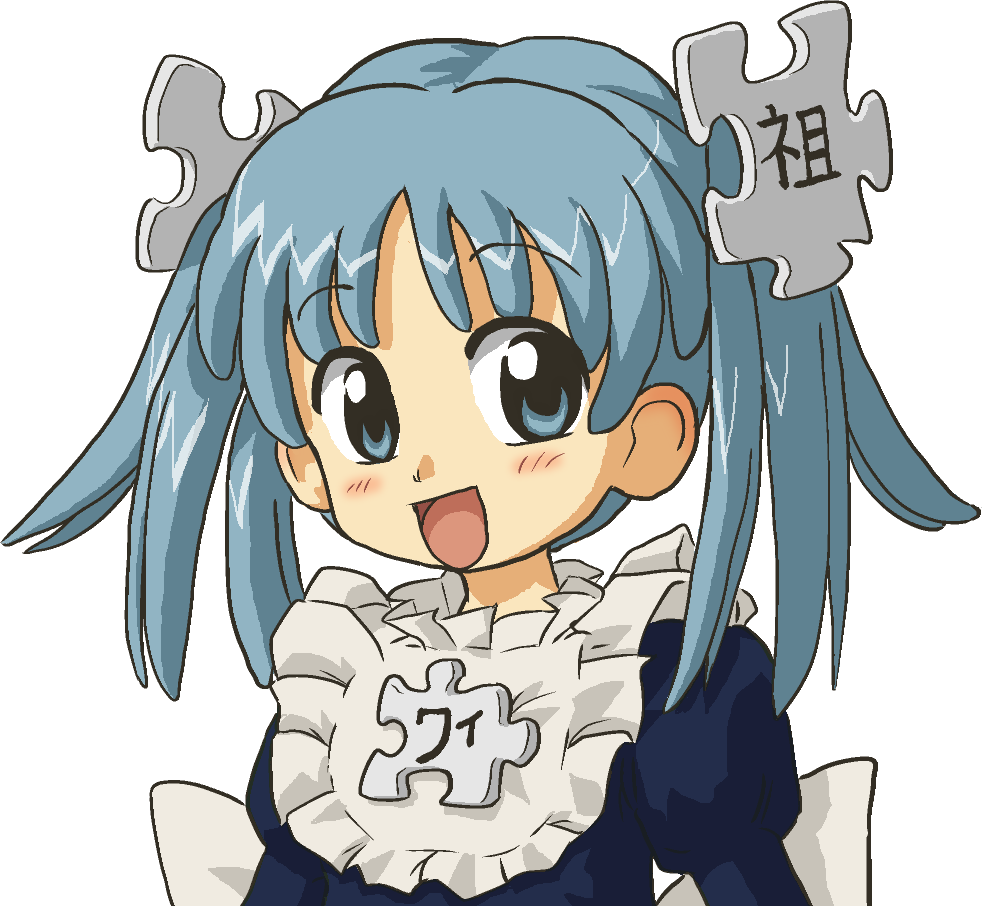
Wikipe-tan, a Wikipédia megszemélyesítésére használt mangaszerű karakter

A japán írás jobbról balra halad, a mangák is ilyen formában olvasandóak. Ez a nyugati terjesztésnél nehézségekkel járhat, mivel ez elsőre szokatlan az európai és az amerikai olvasóközönségnek. Erre egyik megoldás a lapok tükrözése, de ez olyan problémákat okozhat, mint hogy a szereplők így rossz oldalukon hordják a kardjukat, és az eredeti szerzők elképzelése is sérülhet – sokan ezért nem is járultak hozzá munkáik ilyen módosításához. Ezen okokból a mangák más nyelvű változatainak többsége eredeti formájában jelenik meg, mint Magyarországon is.
Jelenleg Japánban a legnagyobb példányszámában kiadott írásos média a manga.[forrás?] Méretük és hosszuk igen eltérő lehet, akár ezer oldalastól a mellényzseb méretűig széles skálán mozog. A mangák nem kizárólag kötetekbe foglalva találhatóak meg, a különböző presztízsű manga folyóiratok is közölnek sorozatokat, heti és havi rendszerességgel.
A jelenlegi manga irányzat egyik legmeghatározóbbja a Súkan Sónen Jump, amely az évek során olyan jelentős művek népszerűsödését segítette elő, mint a Ruróni Kensin, Saint Seiya, Hikaru no go, Naruto, One Piece vagy a Dragon Ball.

### A manga jellemző kellékei

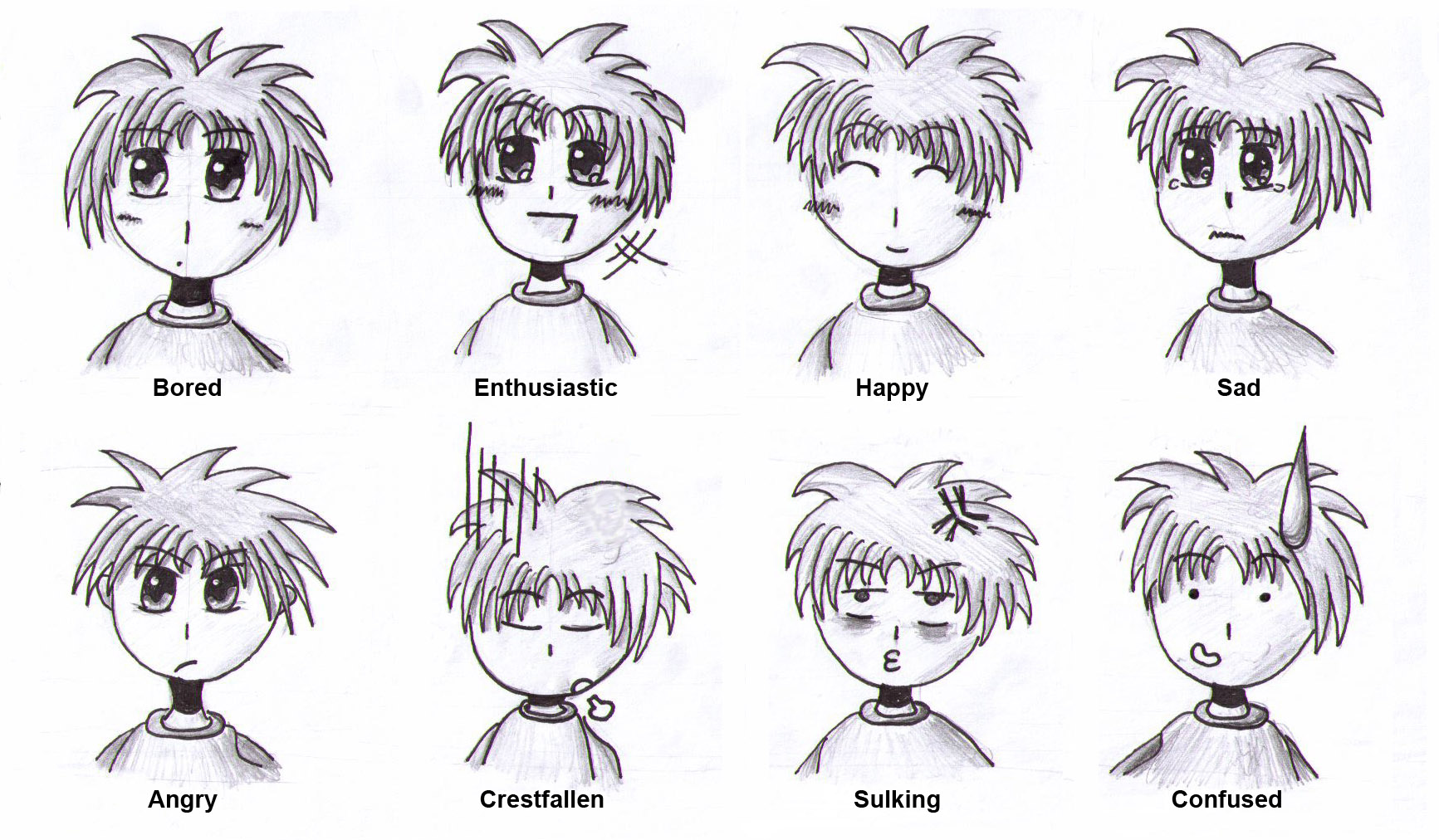
Érzelemkifejezések

- Cseppecske, vagy cseppek a homloknál és halántéknál zavart, értetlenséget és szkepszist jelképez (ez egyike a legszélesebb körben felismert manga-megoldásoknak).
- Hanyattvágódás, vagy átmenet nélküli esés a földre a váratlan ostobaságokra, ironikus eseményekre adott reakció.
- A legerőteljesebb érzelemkifejező forma a szem. Ez számtalan módon változhat, két felfelé ívelő félkör (boldogság, öröm), lefelé ívelő félkör (bánat, szomorúság, csalódottság), két apró pici fekete ponttá sűrűsödés (értetlenség, meglepettség) stb.
- Az egyik orrlyukban lévő buborékocska azt jelzi, hogy az alany alszik.
- A pupilla teljes eltűnése és a szem kifehéredése az önkontroll elvesztését fejezi ki. kivétel ez alól a nagy, kikerekedő, fehér szem, több körülvonalazással, ami ijedtséget, döbbent szóhoz nem jutást és pánikot fejez ki, legtöbbször komikus kontextusban (komolyabb hangvételű mangákban, persze képkörnyezettől függően, hangsúlyosabbak a negatív érzelmek és ritkán kapnak humoros felhangot).
- Négy, kereszt alakban elhelyezett derékszög a homlokon vagy az öklön dühöt vagy bosszúságot fejez ki, általában a megfelelő arckifejezéssel kísérve, leggyakrabban ironikus megjegyzésekre adott válaszként.
- Orrvérzés erotikusan befolyásoló vagy felajzó eseményeknél
- A kép tetejének vagy az arc felső részének elsötétülése és a fentről lefelé haladó függőleges fekete vonalak jelezhetik a zavart, döbbenetet.

## Fajtái

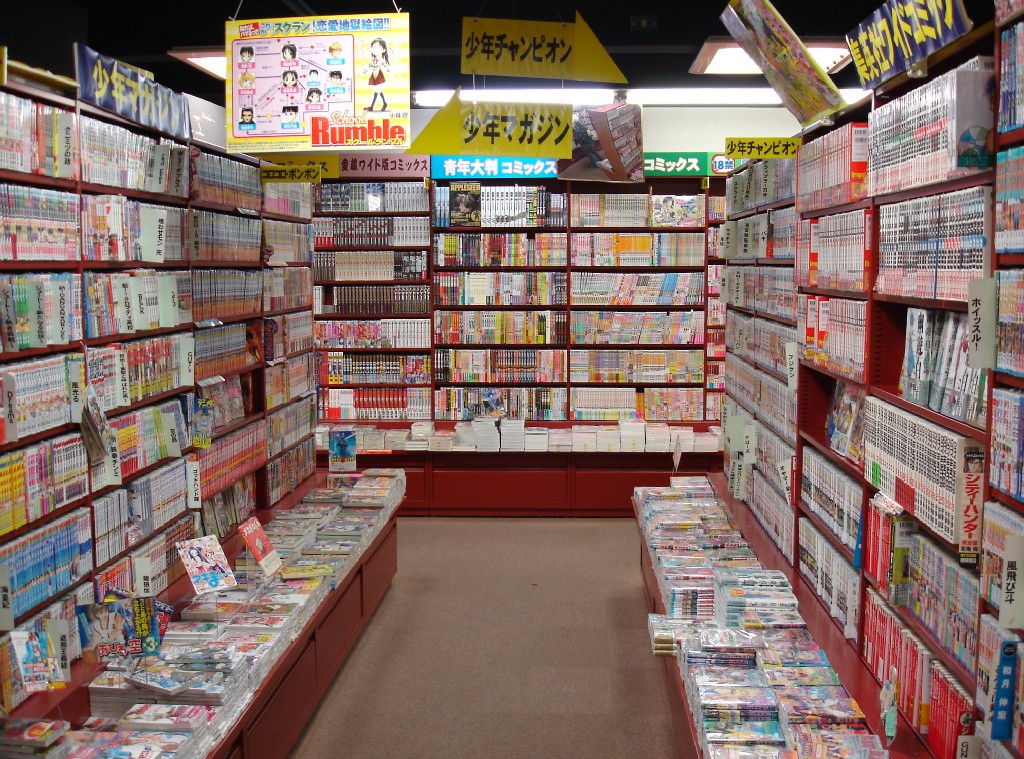
Mangabolt Japánban

### Célcsoport szerint
- Kodomo: (子供 – „gyerek, gyermek”) elsősorban gyerekeknek készült mangák. A történetekben gyakran központi helyet foglal el a család, illetve a kedves háziállatok. (Például: Astro Boy, Pokémon)
- Sónen: (少年 , shounen – „fiú”) elsősorban fiúknak készült mangák. Jellegzetességük az akciódús történet, melynek főhőse egy fiú. A történetben fontos szerepet játszik a szereplők közötti erős barátság, a bajtársi helytállás, ebből adódóan szereplői gyakran harcosok vagy sportolók. A megjelenő női karakterek az átlagosnál kidolgozottabbak, sokszor már szélsőségesen jó megjelenésűek. A célcsoporton túl sok ilyen stílusú alkotás a lányok körében is népszerű. (Például: Bleach, Naruto)
- Sódzso: (少女 , shoujo – „lány”) elsősorban lányoknak készült mangák. Gyakori a történetekben a romantika és a dráma, de a stíluspalettája igen széles, felöleli a történelmi, a fantasy- és horrortörténeteket is. A sódzsó mangákban/animékben a férfi szereplők kidolgozottabbak az átlagosnál. (Például: Vampire Knight, Ouran High School Host Club, Nana)

- Mahó sódzso: (魔法 少女 mahou shoujo – „mágikus lány”) a sódzso mangák egyik altípusa. A főszereplő lány mágikus képességekkel bír, jellemző rá az átalakulás, és a tipikus mahó sódzso ruházat. Tipikus ilyen alkotás a Sailor Moon, a Cardcaptor Sakura és a Slayers.

- Szeinen: (seinen) elsősorban felnőtt férfiaknak készült mangák. (Például: Excel Saga, Homunculus, Hotman)
- Dzsoszei: (josei) elsősorban felnőtt nőnek készült mangák. (Például: Méz és lóhere, Indigo Blue)
- Hentai: (変態, hentai – „perverz” „átalakulás”, „abnormális” ) szexuális tartalmú, pornográf mangák. Elég széles palettán mozognak, a történet jellegét a további megadott stílusok adják meg. Lehet egy vagy két részes szextörténet, de akár egész sorozat is. (Például: Bible Black)

### Megjelenés módja szerint
- World manga (angolul világmanga): A manga stílusú, de nem japán származású képregényeket nevezik így. Szokásos elnevezése még a global manga is.
- Jon-koma: Négykockás képregény, általában csattanóval a végén. Japánban a négy kocka függőlegesen van elhelyezve.
- Scanlation: Rajongók által lefordított és beszkennelt mangák. A kifejezés az angol scan és translation szavak összeolvadásából keletkezett.
- Dódzsinsi: (doujinshi) Kezdő rajzolók által készített amatőr manga vagy ritkán profi rajzolók által készített manga, amit nem egy kiadó ad ki, hanem az alkotó maga. Nagy részük pornográf tartalmú. Általában sikeres manga/anime karakterekről szól. Dódzsinsit legkönnyebben a ComiKet (Comic Market, képregényvásár) rendezvényen lehet beszerezni.

## A manga népszerűsége, elterjedése
A japán képregényalkotások szinte az ismeretlenségből „robbantak be” a nyugati köztudatba az 1980-as évektől kezdődően. Hosszú fejlődés eredményeként jutott el a manga (a szó jelentése: hóbortos kép) a XIX. század végétől odáig, hogy megkerülhetetlen tényező legyen a képregénypiac világában.
E modern japán képregények különösen a második világháborút követően kezdtek el egyre fontosabb szerepet betölteni a hatalmas veszteségeket elszenvedő és amerikai megszállás alá kerülő Japánban, amely áttételesen itt próbálta meg levezetni a felgyülemlett feszültségek egy részét. A világégésből tehát vesztesen kikerülő ázsiai szigetország, habár rezignáltan tűrte ezen alárendelt helyzetet, s mindent megtett a nyugati kultúrvilág beszivárgása ellen, csak lassítani tudta azt, de megállítani nem az újonnan érkező impulzusokat. A Disney-rajzfilmek, amerikai képregények és tévéműsorok új lökést adtak a manga alkotóinak. A korábban Japánt jellemző negatív értelemben vett nacionalizmus és katonás szemléletmód az évek múlásával egyre halványult, s ahogy ezen állam gazdasága talpra állt, úgy köszöntött be egy újabb virágzó korszak a képregényei terén is. A politikai mangák helyett, amelyek Japán tragédiáit, köztük például az atomtámadásokat dolgozták fel, a szatíra, a humor, a család, az erkölcsök, az érzelmek, a varázslatok, a szexualitás, bűnügyek és futurisztikus elképzelések kerültek előtérbe. Nem lehet tételes felsorolást adni arra, hogy milyen lett a manga, csak egy szót lehet erre mondani, sokrétű.
Ez a színkavalkád alapozta meg azt, hogy mindenki megtalálhatta a maga kedvenc kis történetét, képregényét, s várta annak közlését hétről hétre vagy hónapról hónapra. A japán képújságok általában 200 és 1000 oldal közötti terjedelemmel bíró antológiákban jelennek meg, amelyek akár 20 vagy 25 különböző cselekményfolyamot is magukban foglalhatnak. A havonta megjelenő ilyen kiadványokat zassinak nevezik az ázsiai ország lakosai. Ezek a „kötetek” általában fekete-fehérek és nem a legjobb papírminőségben jelennek meg, így relatíve alacsony áron előállíthatóak, illetve megvásárolhatók. Nyilván felmerülhet az a kérdés, mi van azokkal az olvasókkal, akik később kapcsolódnak be egy adott történetnél. A sikeres manga-történeteket gyűjteményes, ún. tankóbon formában is megjelentetik, így egy történetből több részt is el lehet olvasni egyszerre. Nyugat-Európában és hazánkban szinte csak ilyen alakban jelennek meg a mangák. Az alacsony árak lehetővé tették tehát, hogy sokan hozzájuthassanak a különféle kiadványokhoz, sőt a legszegényebbeknek akár még szerencséjük is lehet, mivel a sokat utazó, tehetősebb japánok otthagyják „rászoruló”, kultúrára éhező társaiknak a közlekedési eszközökön, közterületeken ezen kiadványokat, így tovább növelve azok elérhetőségét, népszerűségét.
A kiadott történetek számos témát feldolgozhatnak. A Doraemon című, többségében kamaszoknak szóló, manga egy robotmacskáról és annak a gazdája közötti kapcsolatáról szól, előbbi folyton kisegíti, kimenti kissé szórakozott gazdáját. A háttérben viszont több mondanivalót rejt magában e képregény. Egyfajta szatírát, groteszk humort rejt magában, s a népi hagyományokat is beépíti művébe a szerző, amellyel más korosztályok számára is élvezhetőbbé teszi a történetet. A Conan, a detektív egy ifjú magándetektívről szól, aki titokzatos bűnügyi eseteket próbál felderíteni olykor a rajongókat megmosolyogtató módon. A Shin Chan középpontjában egy állandóan rossz kisfiút találunk, aki csínytevéseivel a hagyományok iránt elkötelezett japánoknak tart görbe tükröt. Egyfajta családi szatíra, ami a beilleszkedés, a szülő-gyermek kapcsolat és a szokások, társadalmi elvárások kérdéskörével foglalkozik. A Sailor Moon varázserővel bíró fiatal lányok harcát mutatja az ugyancsak hasonló erővel bíró gonosz szereplők ellen. A leányok küldetéstudata, célja erős karakterekké formálja azokat, de gyöngéd nőiességük mindvégig megmarad. E kiadvány jórészt a női társadalom szerepét foglalja magában. Mint látható tehát szinte minden képregény egy mögöttes mondanivalóval, tanáccsal is rendelkezik, amely jobbá próbálja tenni az egész társadalmat.
Számos támadás éri e sajtótermékeket, hogy túlzottan brutálisak, véresek, olykor pornográf jellegűek, semmitmondóak. Ez sok esetben nem is tagadható, ám itt a titkos vágyak, az emberekben szunnyadó vad érzelmek kivetítésére nyílik így lehetőség. Egyfajta cosplay-hez lehet hasonlítani ezt, mintha beöltöznének egyesek a kedvenc figurájuk bőrébe, megszabadulnak korábbi személyiségünktől, s új alteregójukkal minden korábbi bút, problémát hátrahagyva kiélhetik önnön rejtett kívánalmaikat, ledönthetik a korábbi tabukat. Lehetőség nyílik a felnőttek világába jutni, más bolygókon kalandozni. A Nyugat nem értette sohasem a japánok effajta nyitottságát, ezért inkább a legtöbb alkalommal cenzúrázta a japán képregényeket, animéket.
A mangák további népszerűségét növeli, hogy nem és korosztály szerint differenciál. Készülnek kifejezett gyermekek számára szóló kiadványok (kodomo), fiúk számára (sónen általában a diákok életét, a sportot mutatja be olykor csipetnyi erőszakkal), lányoknak (sódzso: érzelmek mély ábrázolása minden fajta erőszak nélkül), fiatal felnőtt urak (szeinen) és fiatal felnőtt hölgyek részére is (dzsoszei) stb.
A képregényekben megjelenő alakok nemcsak a képújságokban szerepelnek. Karaktereik ott vannak mindenhol, a kulcstartókon, ruházati termékeken, a rádiókban, az interneten, sőt nem egy esetben animéket (rajzfilm) is készítenek róluk. A mangák minden bevásárlóközpontban (pl.: a Mandarake könyvesbolt hálózat az egész Japánban jelen van, használt és új mangák, jelmezek, játékok vételével, eladásával foglalkozik), tömegközlekedési eszközök állomásain ott vannak Japánban, megkerülhetetlen tényezők.
Mangakávézók és mangakölcsönző boltok is működnek több országban, amelyekben egy étel vagy ital elfogyasztása mellett bárki leveheti kedvenc kiadványát a polcokról és elolvashatja azt vagy éppen internetezhet, ha ahhoz támad kedve. Ezek az üzlethelyiségek gyakran még éjjel is nyitva vannak, a betérő vendégek nagy örömére. Számos államban mangamúzeumok is léteznek, amelyek rendes vagy időszaki, vándorkiállításokkal csábítják látogatóikat intézményükbe. Az egyetemek, főiskolák kurzusokat is indítanak a mangatudománnyal kapcsolatosan. 1975 óta évente kétszer is megrendezik a Comicket-et, Japán legnagyobb mangatalálkozóját. Mint látható nem véletlen, hogy az évtizedek során a mangák körül ekkora kultusz alakult ki, hiszen jelenlétükkel, mondanivalójukkal a japán kultúra szerves részévé váltak, s onnan továbbhaladva a nemzetközi színtéren is megbecsülést vívtak ki a maguk számára.

## Kapcsolódó szócikkek

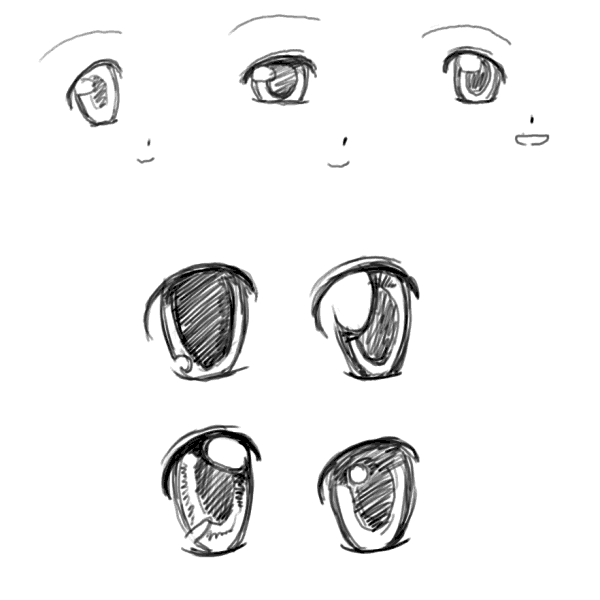
Szemábrázolás

### Magyarországi mangakiadók
- Mangafan
- Mangattack
- FUMAX
- Maxxx
- Delta Vision
- Vad Virágok Könyvműhely